# 48e brigade d'infanterie (États-Unis)
Pour les articles homonymes, voir 48e brigade.
La 48e brigade d'infanterie des États-Unis est une brigade de l'armée américaine créé en 1825.

## Histoire
Elle fait actuellement partie de la Army National Guard de la Géorgie.

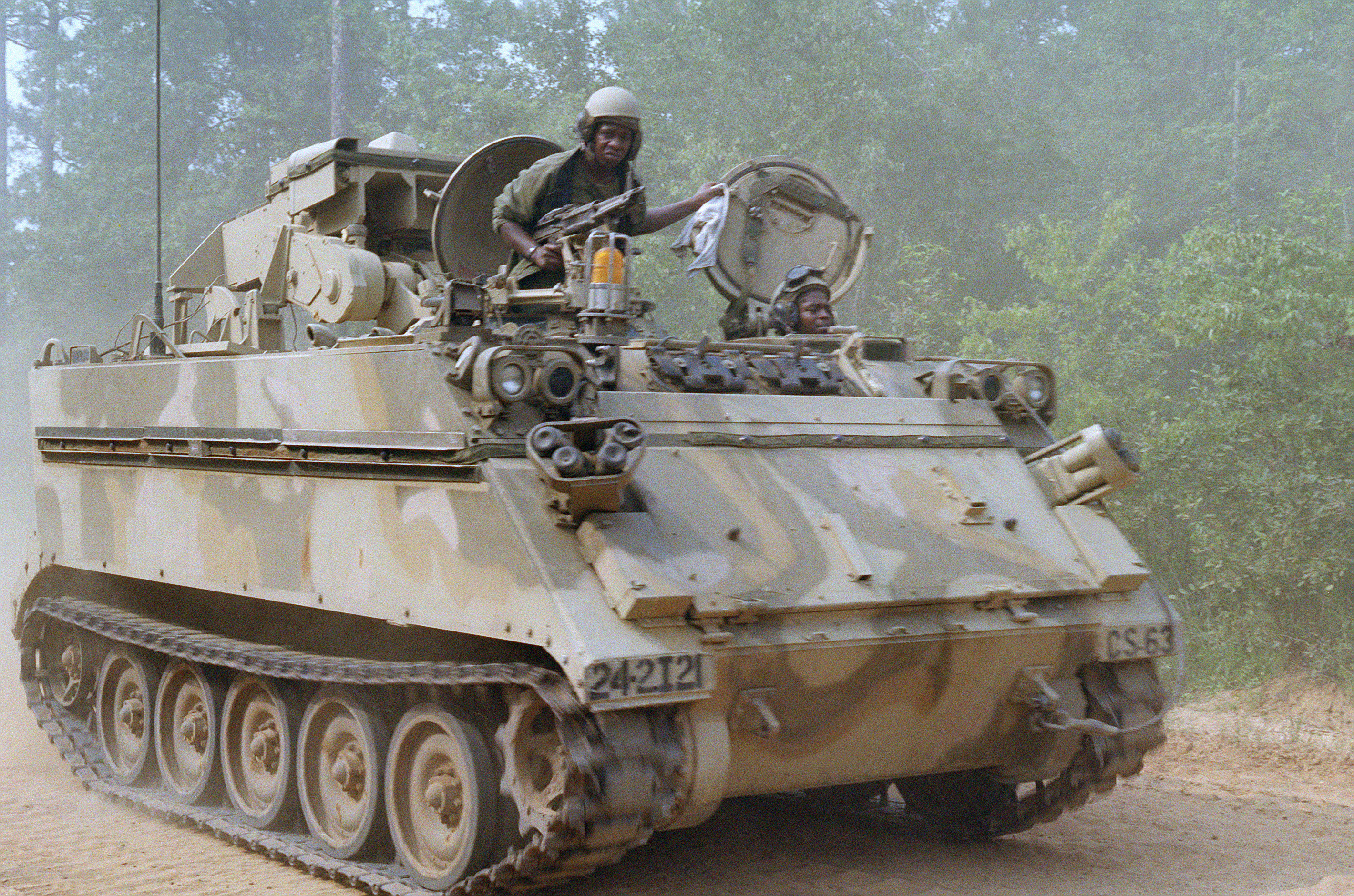
Un M901 ITV du 108e régiment blindé de la 48e brigade en 1983.